# Noppor
Noppor (Gnaphalium) är ett släkte av korgblommiga växter. Noppor ingår i familjen korgblommiga växter.

## Bildgalleri

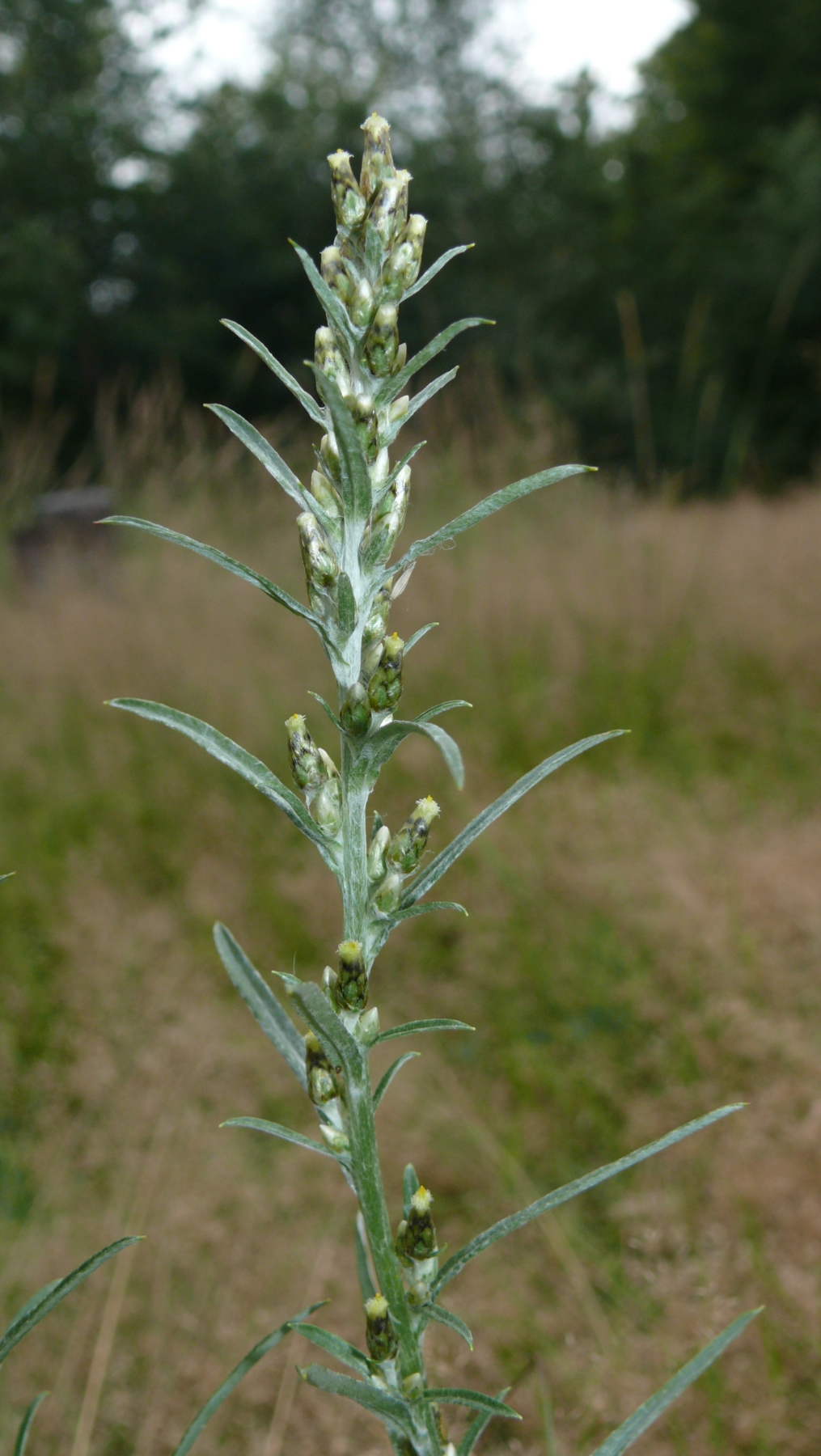
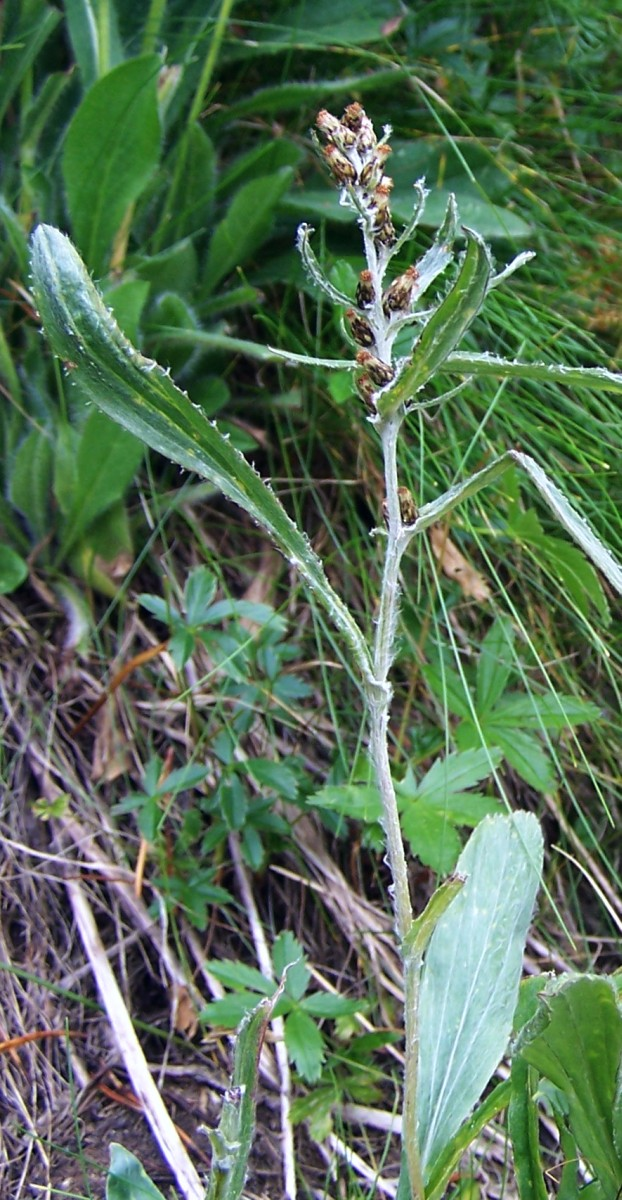
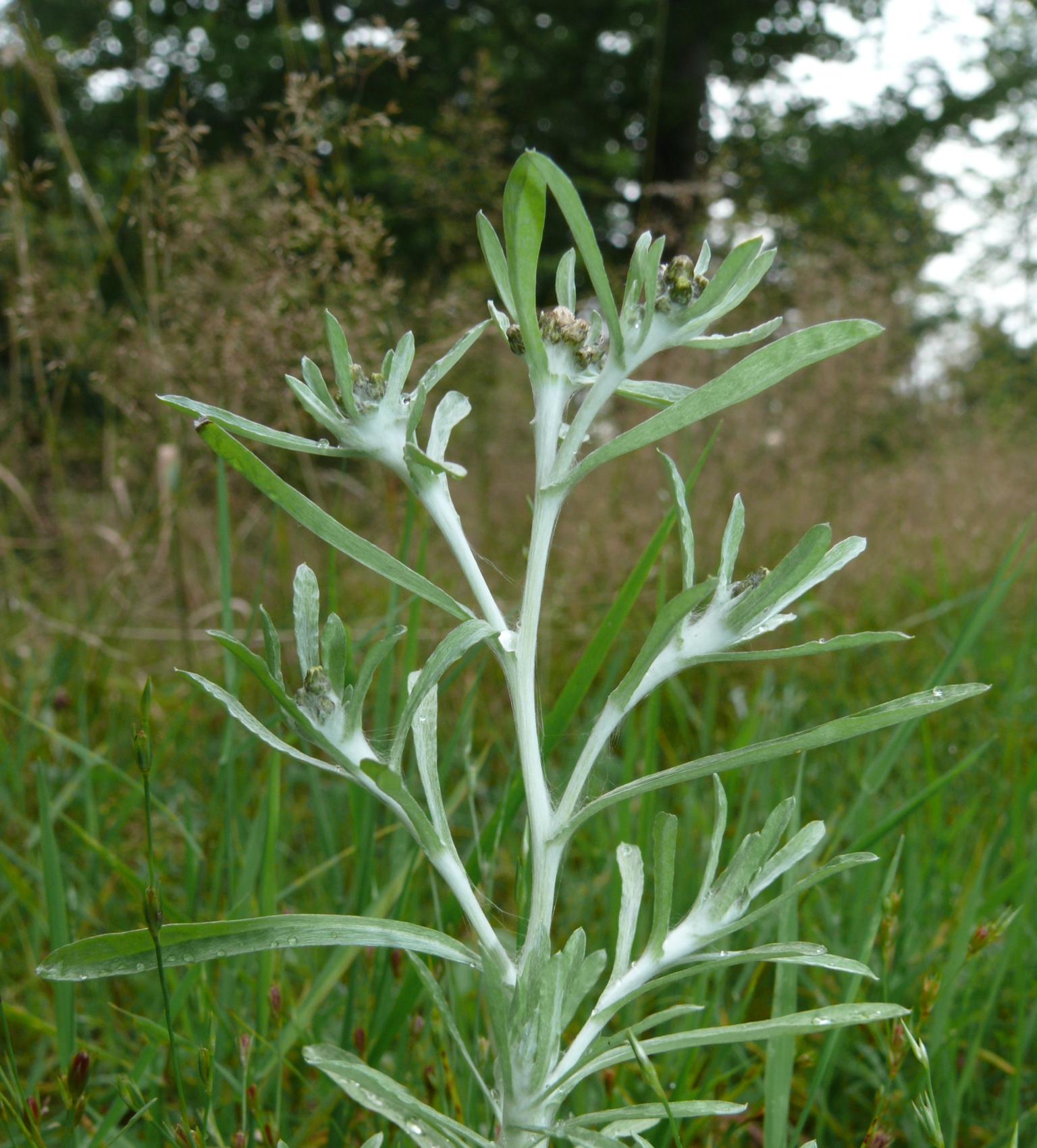
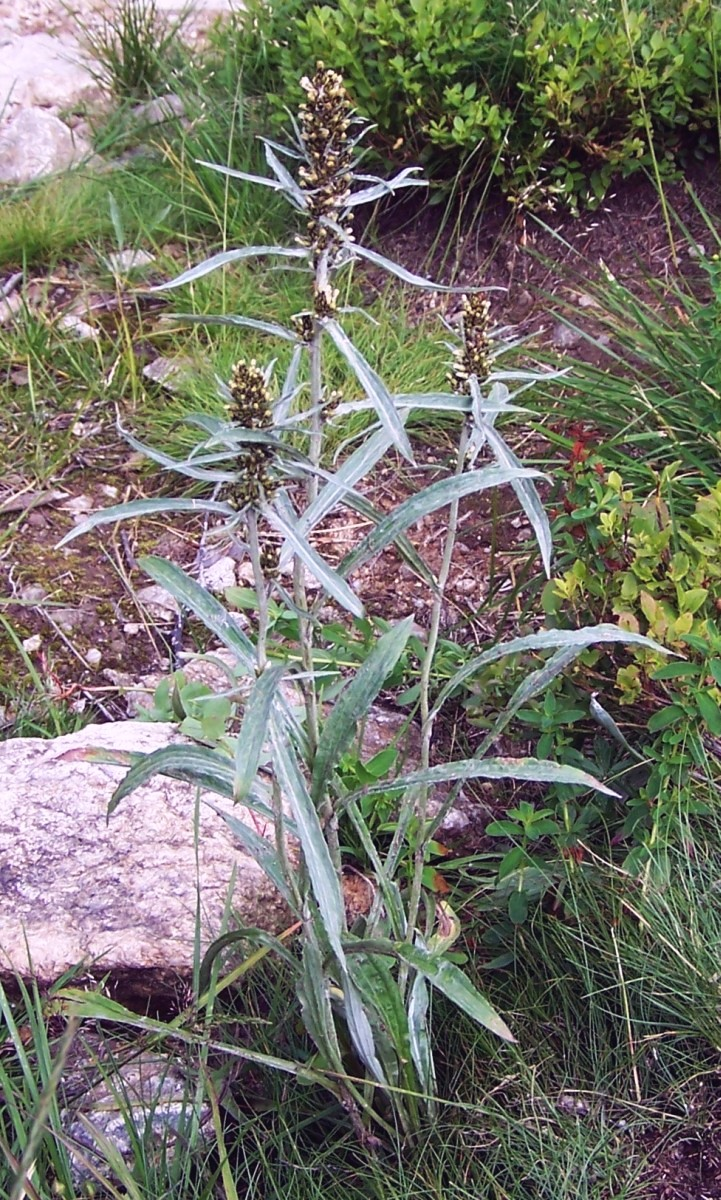
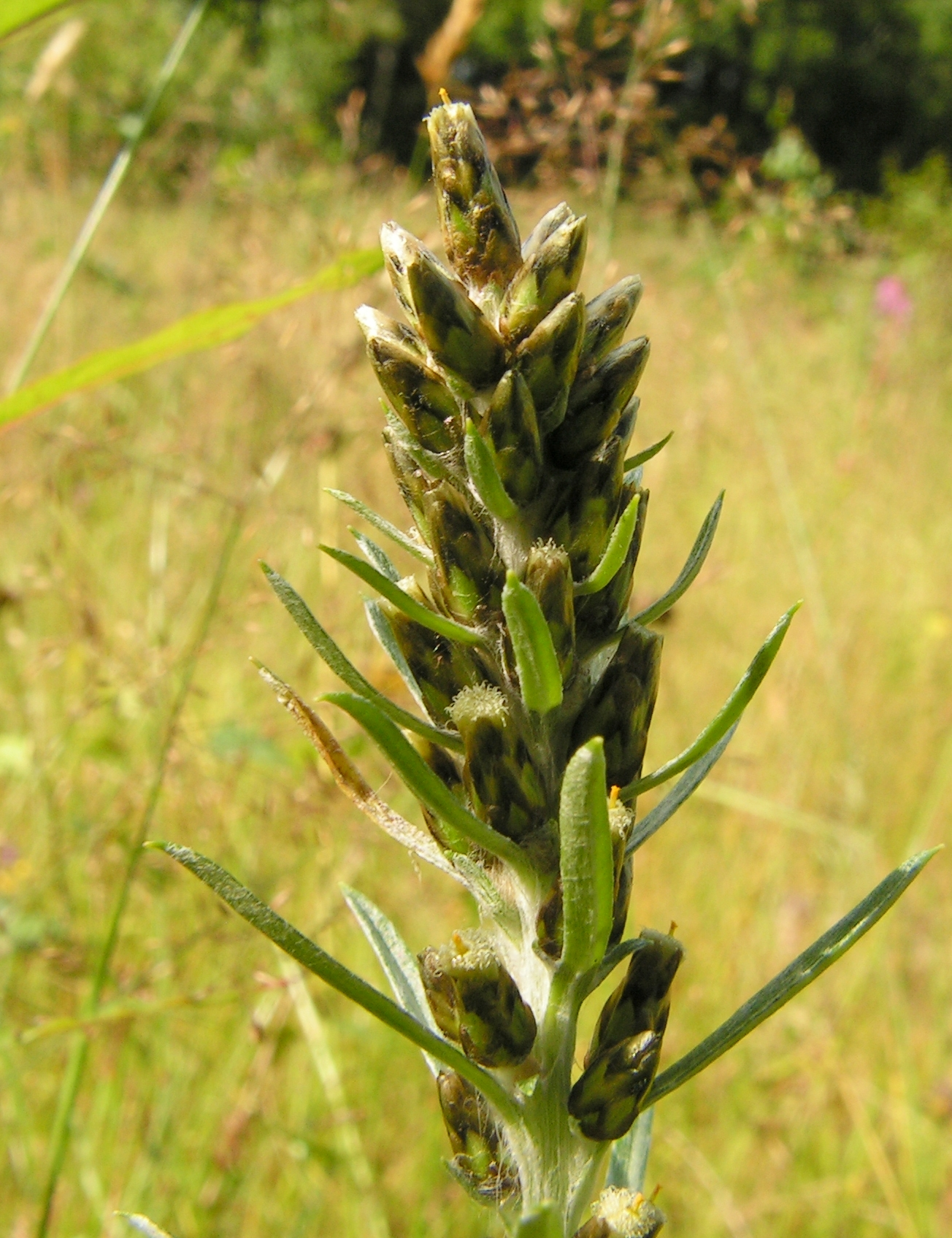
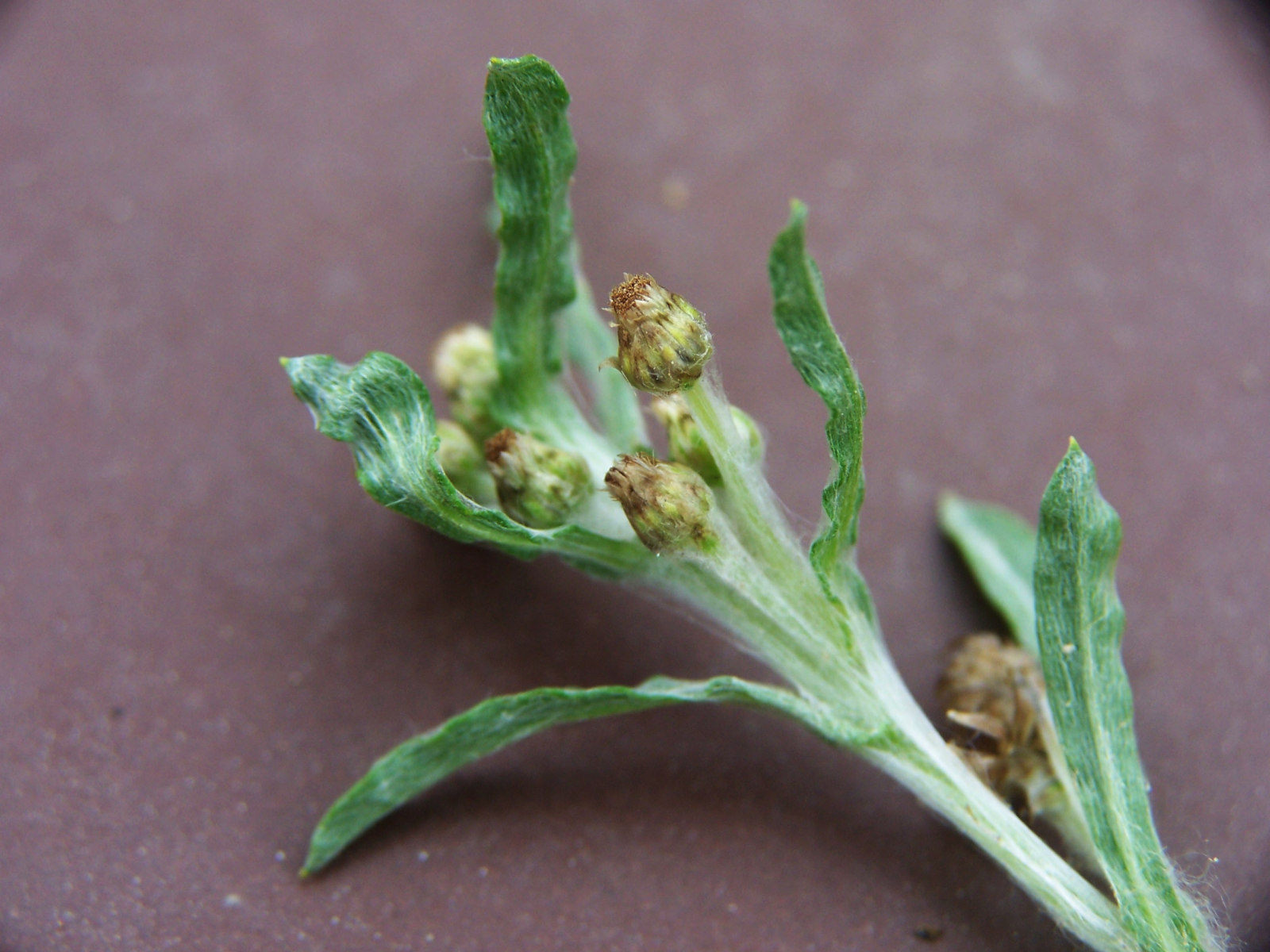

## Dottertaxa till Noppor, i alfabetisk ordning[1]
- Gnaphalium adnatum
- Gnaphalium albescens
- Gnaphalium aldunateoides
- Gnaphalium americanum
- Gnaphalium andicola
- Gnaphalium antennarioides
- Gnaphalium antillanum
- Gnaphalium austroafricanum
- Gnaphalium badium
- Gnaphalium baicalense
- Gnaphalium baicalensis
- Gnaphalium cabrerae
- Gnaphalium calviceps
- Gnaphalium capense
- Gnaphalium caucasicum
- Gnaphalium cheiranthifolium
- Gnaphalium chimborazense
- Gnaphalium chrysocephalum
- Gnaphalium clemensiae
- Gnaphalium coarctatum
- Gnaphalium confine
- Gnaphalium coquimbense
- Gnaphalium crispatulum
- Gnaphalium cymatoides
- Gnaphalium decipiens
- Gnaphalium declinatum
- Gnaphalium demidium
- Gnaphalium diamantinense
- Gnaphalium diminutivum
- Gnaphalium diminutum
- Gnaphalium dombeyanum
- Gnaphalium dysodes
- Gnaphalium ecuadorense
- Gnaphalium englerianum
- Gnaphalium exilifolium
- Gnaphalium filagineum
- Gnaphalium filagopsis
- Gnaphalium flaccidum
- Gnaphalium flavescens
- Gnaphalium flavocephalum
- Gnaphalium frigidum
- Gnaphalium gayanum
- Gnaphalium genevoisii
- Gnaphalium glanduliferum
- Gnaphalium glandulosum
- Gnaphalium gnaphalioides
- Gnaphalium gnaphalodes
- Gnaphalium graveolens
- Gnaphalium grayi
- Gnaphalium griquense
- Gnaphalium hawaiiense
- Gnaphalium heleios
- Gnaphalium heterotrichum
- Gnaphalium hintoniorum
- Gnaphalium hoppeanum
- Gnaphalium indutum
- Gnaphalium jamaicense
- Gnaphalium jelskii
- Gnaphalium jujuyense
- Gnaphalium kasachstanicum
- Gnaphalium lacteum
- Gnaphalium landbeckii
- Gnaphalium leontopodium
- Gnaphalium leucopeplum
- Gnaphalium leucopilinum
- Gnaphalium limicola
- Gnaphalium linearum
- Gnaphalium mandshuricum
- Gnaphalium melanosphaeroides
- Gnaphalium meridanum
- Gnaphalium moelleri
- Gnaphalium montevidense
- Gnaphalium nanchuanense
- Gnaphalium nelsonii
- Gnaphalium norvegicum
- Gnaphalium palustre
- Gnaphalium panniforme
- Gnaphalium paramorum
- Gnaphalium parviflorum
- Gnaphalium pauciflorum
- Gnaphalium pedunculatum
- Gnaphalium pensylvanicum
- Gnaphalium perpusillum
- Gnaphalium peruvianum
- Gnaphalium phaeolepis
- Gnaphalium pichleri
- Gnaphalium pilulare
- Gnaphalium polium
- Gnaphalium polycaulon
- Gnaphalium polycephalum
- Gnaphalium pratense
- Gnaphalium pseudohelichrysum
- Gnaphalium psilophyllum
- Gnaphalium puberulum
- Gnaphalium pulchrum
- Gnaphalium purpureum
- Gnaphalium remyanum
- Gnaphalium rhodarum
- Gnaphalium robustum
- Gnaphalium roeseri
- Gnaphalium rossicum
- Gnaphalium rosulatum
- Gnaphalium ruricola
- Gnaphalium sandwicensium
- Gnaphalium schlimii
- Gnaphalium selleanum
- Gnaphalium simii
- Gnaphalium stagnalis
- Gnaphalium stewartii
- Gnaphalium stolonatum
- Gnaphalium supinum
- Gnaphalium sylvaticum
- Gnaphalium tarapacanum
- Gnaphalium thomsonii
- Gnaphalium tranzschelii
- Gnaphalium uliginosum
- Gnaphalium unionis
- Gnaphalium ustulatum
- Gnaphalium versatile
- Gnaphalium vestitum
- Gnaphalium viravira
- Gnaphalium yalaense